# Anybody Seen My Baby?
"Anybody Seen My Baby?" er en sang fra det engelske rock ’n’ roll band The Rolling Stones, og findes på deres album Bridges to Babylon 1997.
Skrevet af Mick Jagger og Keith Richards blev k.d. lang og Ben Mink derudover også krediteret. Sangen er bedst kendt for sit omkvæd, hvilket nogle steder lyder ligesom langs hit fra 1992 "Constant Craving” . Selvom de hævdede at de aldrig havde hørt sangen før endte Jagger og Richards med at skrive lang på sangen, sammen med hendes medsangskriver Mink, for at undgå nogle som helst retssager. 
Anybody Seen My Baby? er en typisk sang fra Bridges to Babylon perioden. Bass og keyboard på denne sang spilles af Jamie Muhoberac, mens Waddy Wachtel spiller akustisk guitar. Jagger, Richards og  Wachtel spiller på elekrisk guitar. 
Sangen blev verden over et hit i 1997, og gik ind på Top 20 i Europe og som nummer 3. på Billboard's Mainstream Rock Tracks. Angelina Jolie spiller i filmen en stripper der vandrer rundt i New York City .

### Fodnote
1. ↑  YouTube – Broadcast Yourself
2. ↑  YouTube – The Rolling stones – Anybody seen my baby